# Процес срещу 13-те имами в Пазарджик
Процесът срещу 13 мюсюлмански проповедници по обвинение в проповядването на радикален ислям в Пазарджик е наказателно дело, водено в България от 2012 г.
Делото започва в Окръжния съд в Пазарджик на 18 септември 2012 г. срещу група български граждани, предимно от цигански произход, но и помаци, изповядващи исляма, обвинени в „членуване в незаконна организация“, пропагандиране на „антидемократична идеология“, „омраза на религиозна основа“ и опити за нейното налагане сред мюсюлманите в България.

## Повдигнати обвинения
Обвинените де факто в радикален ислям са разследвани за свързани с организацията „Ал Уакф ал Ислями" (на арабски: آل الوقف الإسلامي; на английски: Al Waqf Al Islami – AWAI), считана от САЩ за свързана с тероризма.
Прокуратурата на България обвинява в посочените престъпления 13 лица начело със Саид Мутлу, повечето специализирали в ислямски школи по салафизъм в Саудитска Арабия. Обвиняемите не крият, че са изплащани суми при дейността им. Обвинението поддържат показанията на 9 свидетели, включително проникнали сред групата на обвинените агенти под прикритие, които по време на следствието потвърждават повдигнатото обвинение. Според прокуратурата организираната престъпна група е действала на територията на общините Благоевград, Рудозем, Смолян, Пловдив, Велинград и Пазарджик, разпространявала е „антидемократична идеология – противопоставяне на принципите за демокрация, разделение на властите, либерализъм, държавност и върховенство на закона, основни човешки права, като равенство на мъжете и жените и религиозна свобода, чрез проповядване идеологията на салафитското направление на исляма и налагане на шериатската държава“.
На Саид Мехмед Мутлу, имам в Сърница и председател на Комисията по фетви на Главното мюфтийство, са повдигнати 3 обвинения по Наказателния кодекс (по чл. 108, ал. 1, по чл. 109, ал. 1, пр. 2 и чл. 164, ал. 1, пр. 1), че е „ръководил незаконна организация“ „Ал-Уакф ал-ислями“, поставила си за цел „проповядване на антидемократична идеология“ и „омраза на религиозна основа“.
Абдуллах Салих, районен мюфтия на Пазарджик, е със същите обвинения плюс това, че е проповядвал „омраза и отричане на всичко несъобразено с идеологията на салафизма“, извършено във Велинград и Пазарджик.
Ахмед Ахмед, имам на джамията „Абу Бакр“ в циганския квартал на Пазарджик, е със същите обвинения, но престъплението е извършено в Пловдив и Пазарджик, като подсъдимият има предходна присъда за проповядване на радикални ислямски идеи.
За престъпление по чл. 109, ал. 2 от НК са повдигнати обвинения като „членове на незаконна организация“ на: Неджми Дъбов – районен мюфтия на Смолян, Хайри Шерифов, Байрам Ушев, Ахмед Абдурахманов, Изет Джалев, Мохамед Камбер, Юсуф Горелски, Найме Горелска, Али Хайраддин и Али Ходжа.
Председател на съдебния състав е съдия Ивета Парпулова. Обвинителният акт, с обем над 90 страници, посочва, че:
- Неджми Дъбов е проповядвал „да се гласува на избори само за мюсюлманите, не за гяурите“;
- твърдял е, че „снимането на мюсюлманските жени за паспорти противоречи на законите на шериата“,
- и че в проповедите е заявявано:
  - „Никой мюсюлманин не трябва да дружи с хора, които не принадлежат към религията му!“,
  - „Която не носи забрадка, да гори вечно в ада!“,
  - „Поклон пред тези, които режат глави“[2]

По делото са призовани 30 свидетели и 10 вещи лица. Максималното наказание, предвидено по НК за подсъдимите, е 5 години лишаване от свобода.

## Съдебно решение
Обвинените в разпространение на антидемократични идеи 13-те имами са осъдени на първа инстанция: 1 ефективна присъда, 2 условни присъди, 10 глоби.
С решение от 2016 г. Върховният касационен съд отменя постановената от втората инстанция присъда на обвиняемите и връща делото за ново разглеждане от друг съдебен състав на Пловдивския апелативен съд.
През 2019 г. Върховният касационен съд потвърждава присъдата от 1 година на Ахмед Муса за разпространението на радикален ислям, към която се прибавят още 3 години от предишна условна присъда за същото. ВКС потвърждава и присъдите на имама на Сърница от 1 година затвор, на районния мюфтия Абдулах Салих от 10 месеца условна присъда, с три годишен изпитателен срок и глоба от 3 хиляди лева. Останалите 10 имами остават с административни наказания и глоби между 2 и три хиляди лева.
За делото за проповядване на религиозна омраза и верска нетърпимост, както и за пропагандиране и възхваляне на ислямска война Окръжният съд в Пазарджик на 10 декември 2019 г. произнася ефективни осъдителни присъди, подлежащи на обжалване в Пловдивския апелативен съд.

## Обществена реакция
Медиите определят делото като първия процес срещу радикални ислямисти в България, проповядващи, че „Ислямът ще завладее света“. Пред съда на всяко от първите заседания има митинг от около 100 – 200 мюсюлмани, мъже и жени, забулени в бурки.